# Nuoto sincronizzato ai Giochi della XXVI Olimpiade
Il nuoto sincronizzato alle Olimpiadi estive 1996 è stato caratterizzato da una sola gara, l'evento a squadre.

## Risultati
| Posizione | Team        | Atlete | Prova Tecnica | Prova Libera | Totale |
| --------- | ----------- | --- | ------------- | ------------ | ------ |
| Oro       | Stati Uniti | Suzannah Bianco, Tammy Cleland, Becky Dyroen-Lancer, Heather Pease, Jill Savery, Nathalie Schneyder, Heather Simmons-Carrasco, Jill Suddeth, Emily Lesueur, Margot Thien | 34.720        | 65.000       | 99.720 |
| Argento   | Canada      | Karen Clark, Sylvie Fréchette, Janice Bremner, Karen Fonteyne, Christine Larsen, Erin Woodley, Cari Read, Lisa Alexander, Valerie Hould-Marchand, Kasia Kulesza          | 34.277        | 64.090       | 98.367 |
| Bronzo    | Giappone    | Miya Tachibana, Akiko Kawase, Rei Jimbo, Miho Takeda, Raika Fujii, Miho Kawabe, Junko Tanaka, Riho Nakajima, Mayuko Fujiki, Kaori Takahashi                              | 34.183        | 63.570       | 97.753 |
| 4         | Russia      | Elena Azarova, Anna Iouriaeva, Mariya Kiselyova, Olga Brusnikina, Yelena Antonova, Marina Lobova, Youlia Pankratova, Olga Novokshchenova, Gana Maximova, Olga Sedakova   | 33.950        | 63.310       | 97.260 |
| 5         | Francia     | Virginie Dedieu, Marianne Aeschbacher, Myriam Lignot, Celine Leveque, Julie Fabre, Isabelle Manable, Magali Rathier, Charlotte Massardier, Delphine Maréchal, Éva Riffet | 33.460        | 62.616       | 96.076 |
| 6         | Italia      | Serena Bianchi, Giada Ballan, Manuela Carnini, Mara Brunetti, Giovanna Burlando, Brunella Carrafelli, Roberta Farinelli, Paola Celli, Maurizia Cecconi, Letizia Nuzzo    | 32.807        | 61.446       | 94.253 |
| 7         | Cina        | Li Min, Long Yan, Chen Xuan, Wu Chunlan, Li Yuanyuan, Jin Na, Fu Yuling, Li Fei, Guo Cui, Pan Yan                                                                        | 33.110        | 61.014       | 94.124 |
| 8         | Messico     | Wendy Aguilar, Olivia González, Lilián Leal, Ingrid Reich, Aline Reich, Patricia Vila, Ariadna Medina, Berenice Guzmán, Perla Ramírez, Erika Leal                        | 33.04         | 60.796       | 93.836 |

## Medagliere
| Posizione | Paese       |   |   |   | Totale |
| --------- | ----------- | - | - | - | ------ |
| 1         | Stati Uniti | 1 | 0 | 0 | 1      |
| 2         | Canada      | 0 | 1 | 0 | 1      |
| 3         | Giappone    | 0 | 0 | 1 | 1      |
| Totale    | Totale      | 1 | 1 | 1 | 3      |